# كهف موفيل
كهف موفيل (بالرومانية: Peștera Movile) هو كهف بالقرب من مدينة مانغالايا التابعة لإقليم كونستانتسا في رومانيا اكتشفه كريستيان لاسكو في عام 1986 على بعد بضعة كيلومترات من ساحل البحر الأسود. يشتهر الكهف بنظامه البيئي الفريد من نوعه للمياه الجوفية الغنية بكبريتيد الهيدروجين وثاني أكسيد الكربون، ولكنه منخفض في الأكسجين. تم فصل الحياة في الكهف عن الخارج على مدى 5.5 مليون سنة الماضية وهي تعتمد بالكامل على التركيب الكيميائي بدلاً من التمثيل الضوئي.

## البيئة الكيميائية
يختلف الهواء في الكهف كثيرًا عن الغلاف الجوي الخارجي. مستوى الأكسجين هو فقط ثلث إلى نصف التركيز الموجود في الهواء الطلق (7-10% O 2 في الغلاف الجوي للكهف، مقارنة بـ 21% O 2 في الهواء)، وحوالي مائة مرة أكثر من ثاني أكسيد الكربون (2– 3.5% CO 2 في الغلاف الجوي للكهف، مقابل 0.04% CO 2 في الهواء). يحتوي أيضًا على 1-2% ميثان (CH 4) ويحتوي كل من الهواء والمياه في الكهف على تركيزات عالية من كبريتيد الهيدروجين (H 2 S) والأمونيا (NH 3).

## الأحياء
من المعروف أن الكهف يحتوي على 69 نوعًا من الحيوانات، من بينها العلق والعناكب والعقارب الكاذبة وقمل الخشب، والحريش وعقرب الماء (والحشرات) وكذلك الحلزون. من بين هؤلاء، 33 متوطنة. تعتمد السلسلة الغذائية على التخليق الكيميائي في شكل بكتيريا مؤكسدة للميثان والكبريت، والتي بدورها تطلق العناصر الغذائية للفطريات والبكتيريا الأخرى. هذا يشكل حصائر ميكروبية على جدران الكهف وسطح البحيرات والبرك التي ترعى عليها بعض الحيوانات. ثم يتم افتراس حيوانات الرعي بواسطة الأنواع المفترسة. نيبا أنوفثالما هو العقرب المائي الوحيد الذي يتكيف مع الكهوف في العالم. بينما عاشت الحيوانات في الكهف لمدة 5.5 مليون سنة، لم تصل جميعها في وقت واحد. واحدة من أحدث الحيوانات التي تم تسجيلها هي النوع الوحيد من الحلزون في الكهف، Heleobia dobrogica، الذي سكن الكهف لأكثر من مليوني عام بقليل.